# Протестантизм в Хорватии

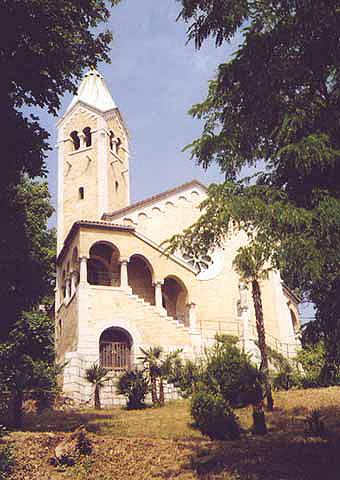
Протестантская церковь в Опатии, построенная в 1903-04 гг.

Протестантизм в Хорватии — одно из направлений христианства в стране.
В ходе переписи населения в 2011 году 15 тыс. жителей Хорватии назвали себя протестантами (впрочем, данные переписи не окончательны — некоторые неопротестантские общины были внесены в графу «другие христиане» (12 тыс.), а более 100 тыс. человек не указали свою религию). Издание «Операция мир» насчитало в стране 23 тыс. протестантов, объединённых в 25 союзов (2010 год). По данным энциклопедии «Религии мира» Дж. Г. Мелтона в 2010 году в Хорватии проживали 39 тыс. протестантов.
По этнической принадлежности свыше половины протестантов в этой стране — хорваты. Крупные протестантские общины существуют и среди венгров, словаков, немцев, цыган. Протестантами также являются часть живущих в стране англичан и чехов.

## Исторический обзор

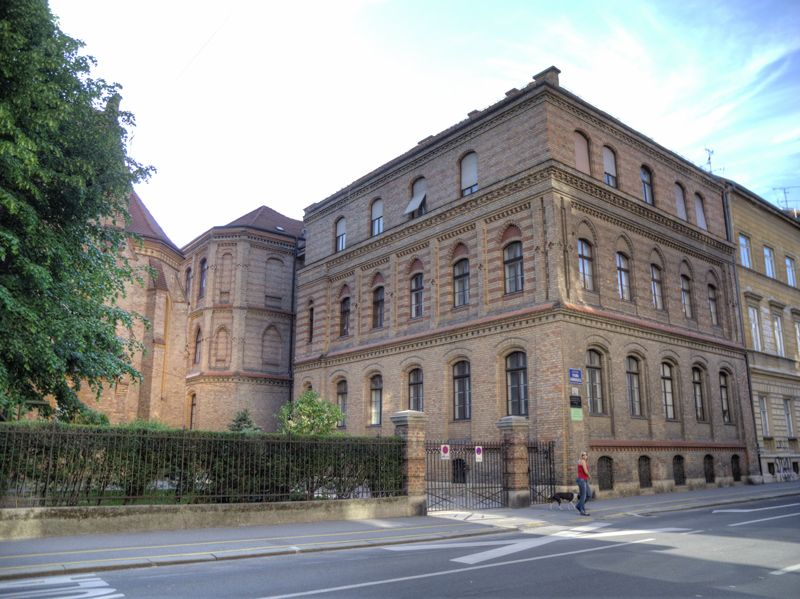
Лютеранская церковь в Загребе

Протестантизм начал распространяться в Хорватии с XVI века в виде лютеранства и реформатства. Однако протестанты не имели значительного влияния в крае вплоть до XVIII века, когда в Хорватию начали перебираться тысячи немцев. В числе переселенцев было до 100 тыс. лютеран. После Второй мировой войны многие немцы вернулись в Германию. В годы коммунистического правительства численность прихожан лютеранской церкви упала со 130 тыс. до 5 тыс. верующих
Реформатская церковь распространилась среди этнических венгров.
В конце XIX — начале XX века миссионерскую деятельность в Хорватии начали ряд евангельских протестантских движений.

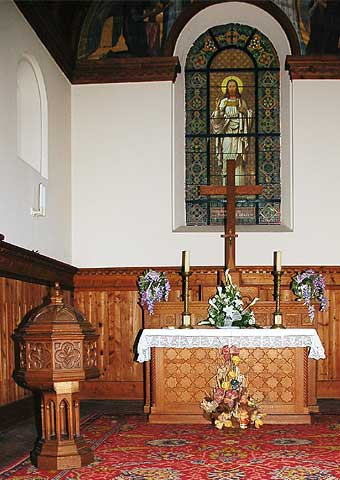
Алтарь лютеранской церкви в Опатии

Первые регулярные баптистские богослужения в Хорватии начались в 1883 году в Даруваре. Во главе общины в Даруваре стал Иоганн Лоц (1855—1921), принявший баптистское крещение в Вене. Ещё одним центром распространения баптизма стал Загреб, где баптистская община появилась в 1891 году. В 1921 году в Хорватии была проведена первая совместная конференция баптистских церквей, результатом которой стало образование Сербо-Хорватского баптистского союза в 1922 году. В годы нахождения Хорватии в составе Социалистической Югославии, хорватские баптисты являлись частью Баптистского союза Югославии (1945—1991). После обретения независимости баптисты Хорватии создали Союз баптистских церквей (1991 год).
Методисты начали активное служение в Хорватии в 1895 году. В 1901 году в стране появились плимутские братья. Роберт Шиллингер был первым в Хорватии адвентистским миссионером, начавшим проповедь в 1908 году. Хорватская конференция адвентистских церквей была создана в 1925 году.
Свою историю в Хорватии пятидесятники возводят к 1907 году, когда в общине лютеран-штундистов села Бешка две женщины пережили пятидесятнический опыт Крещения Святым Духом. Пятидесятническое пробуждение вскоре перекинулось и на другие штундистские собрания (преимущественно — немецкие). Служение среди хорватов было начато в 1932 году в Винковцах. Впоследствии, под влиянием догматических разногласий, пятидесятническое движение в Хорватии разделилось на ряд ветвей — Евангелическую пятидесятническую церковь (входит в Ассамблеи Бога), Церковь Бога, Союз пятидесятнических церквей Христа, Духовную церковь Христову и Духовную церковь Христову, крестящую детей.

## Современное состояние

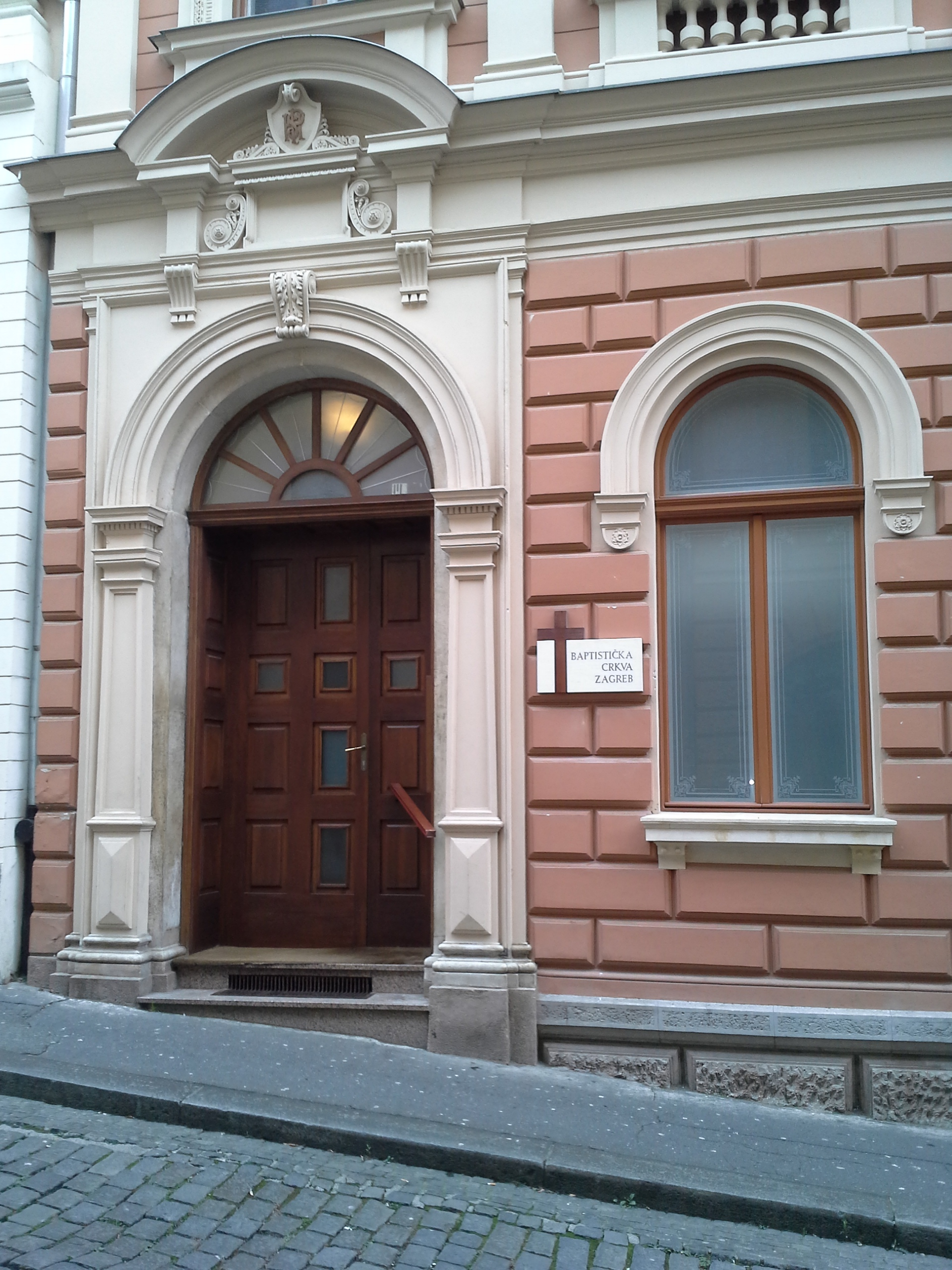
Баптистская церковь в Загребе

Крупнейшую протестантскую конфессию в стране представляют пятидесятники (6,6 тыс. в 2010 году). Евангелическая пятидесятническая церковь Хорватии объединяет 54 общины и 3,4 тыс. верующих. Церковь четырёхстороннего Евангелия в 2010 году насчитывала 6 общин и 800 прихожан. Церковь Бога состоит из 8 общин и 300 верующих. Союз пятидесятнических церквей Христа насчитывает 7 общин. В стране действуют и другие пятидесятнические союзы (Объединённая пятидесятническая церковь, Искупленная церковь и др.). В Хорватии также действует ряд неопятидесятнических церквей, таких как Союз церквей «Слово жизни» (15 приходов), «Церковь Полного Евангелия», Христианская пророческая церковь.
Численность прихожан Евангелической (лютеранской в вероучении) церкви в Республике Хорватия продолжает снижаться. В 2011 году церковь сообщала о 3,3 тыс. верующих. Численность реформатов оценивается от 3 до 6 тыс. человек. Большинство из них входит в Реформатскую христианскую церковь Хорватии С 2001 года в стране действует отделившаяся Протестантская реформатская христианская церковь (6 приходов). В Хорватии также открыт один приход Венгерской реформатской церкви.
Баптистский союз Хорватии в 2013 году насчитывал 2 тыс. взрослых членов в 48 церквах. Общее число баптистов (включая не крещённых прихожан) оценивается в 3,57 тыс. человек. Членами 83 адвентистских церквей являлись 2,97 тыс. человек (общее число адвентистов — 4,6 тыс.; в эту цифру включены и небольшая группа адвентистов-реформистов).
Среди других протестантских конфессий следует назвать плимутских братьев (5 общин и 2 союза), Церковь Христа (7 общин) и методистов (1 община, входящая в Объединённую методистскую церковь).

## Экуменическое движение
По состоянию на 2013 год ни одна из национальных хорватских церквей не входила во Всемирный совет церквей. Ряд евангельских церквей страны сотрудничают вместе в Протестантском евангелическом совете. Совет был создан в 1992 году и является частью Всемирного евангелического альянса. В организацию входят баптисты, Церковь Христа и часть пятидесятников.